# Medal of Honor: Heroes
Medal of Honor: Heroes (En español Medalla de Honor: Héroes)  es un videojuego de disparos en primera persona desarrollado por EA Canadá para la PlayStation Portable, y es la novena entrega de la serie Medal of Honor . Fue lanzado el 23 de octubre de 2006 en América del Norte.

## Argumento
El jugador toma el papel de varios héroes de la Medalla de Honor de la serie. Hay tres campañas diferentes, cada uno con su propio héroe que los escuadrones de la punta de lanza para lograr los objetivos. Estos héroes son: el teniente Jimmy Patterson, quien fue la estrella de la original de Medal of Honor y Medal of Honor: Frontline , el sargento John Baker, de Medal of Honor: Allied Assault: Breakthrough, y el teniente William Holt de Medal of Honor: European Assault. Las campañas tienen lugar en Italia, Holanda y en Bélgica.
Después de que el jugador gana la Batalla de las Ardenas, en Bélgica, se tratan hasta el final del cine. Esto demuestra que Patterson propuso a Manon, pero la breve misión añade que la respuesta no se ha informado todavía. El final de Medal of Honor: Rising Sun también se revela. Joseph Griffin, personaje principal de Rising Sun, estaba planeando ataques de rescate de prisioneros de guerra, lo que significa que rescató a su hermano.

## Modo de juego
Los objetivos incluyen el sabotaje, la infiltración, la captura de ciertos objetivos. La mayoría de las misiones de cada campaña de incluir el reproductor de volar algo, matando a un número determinado de enemigos, el robo de Intel enemigo, y luego a veces volver a un cierto lugar para escapar. Hay tres niveles diferentes que se deben alcanzar en cada nivel, de bronce, plata y oro. Para anotar bronce el jugador tiene que completar todos los objetivos primarios. Para marcar la plata tiene que cumplir con los objetivos primarios y secundarios. El oro es el mismo que la plata, pero el jugador debe tener una alta precisión y mata. La obtención de estos diferentes niveles de aumento de categoría del jugador y ayuda al jugador a completar el juego al 100 %. A medida que el jugador avanza en el juego que puede desbloquear pieles para uso en el modo multijugador y el modo escaramuza.

## En línea
Heroes cuenta con un modo multijugador en línea que permite a 32 jugadores en una partida. También permite el acceso a las armas jugador real. Estos incluyen el M1 Garand, ametralladora Thompson, pistola M1911, y bazooka. Los modos de juego incluyen Deathmatch, infiltración, demolición, Hold the Line, Battlelines, y la dominación. A diferencia de otros juegos multijugador en línea, no se otorgan puntos, incluso si el jugador consigue trae una bandera enemiga a la base y los resultados. El juego también tiene un sistema de clasificación que reconoce el rango del jugador por su muerte-la muerte de relación. También tienen un top 100 tabla de posiciones y el sistema de clasificación va a 10,000-1. Los servidores en línea está dispuesto a ser apagados el 11 de agosto de 2011.

## Recepción
El juego recibió críticas "promedio" según la página especializada de reseñas de videojuegos Metacritic.